# Tex y el señor de los abismos
Tex y el señor de los abismos (título original en italiano: Tex e il signore degli abissi) es una película italiana wéstern de 1985 dirigida por Duccio Tessari.
La película se basa libremente en el cómic de Sergio Bonelli Editore Tex, en particular en la historia "El Morisco" (núms. 101-103), con guion de Gian Luigi Bonelli y dibujos de Guglielmo Letteri. Se trata de un episodio que se sale de los usuales temas wéstern de la serie para albergar también elementos fantásticos y de terror.

## Argumento
Tex Willer y sus compañeros, el viejo ranger Kit Carson y el guerrero navajo Tiger Jack, desbaratan una banda de traficantes de armas; encuentran que éstas, robadas al Ejército, están destinadas a una tribu de yaquis. Después de descubrir algunos cadáveres momificados por unas misteriosas piedras verdes, Tex consulta a un experto de lo oculto, El Morisco, y con su ayuda tendrá que enfrentarse al líder de los yaquis, el inquietante Señor de los abismos.

## Reparto
| Actor                   | Personaje            |
| ----------------------- | -------------------- |
| Giuliano Gemma          | Tex Willer           |
| William Berger          | Kit Carson           |
| Carlo Mucari            | Tiger Jack           |
| Isabel Russinova        | Tulac                |
| Peter Berling           | El Morisco           |
| Flavio Bucci            | Kanas                |
| Aldo Sambrell           | El Dorado            |
| José Luis de Vilallonga | Dr. Warton           |
| Riccardo Petrazzi       | Señor de los abismos |
| Pietro Torrisi          | Quetzal              |
| Charly Bravo            | Pablito              |
| Hugo Blanco             | Eusebio              |
| Frank Braña             | Jim Bedford          |
| Ricardo Palacios        | Traficante de whisky |
| Gian Luigi Bonelli      | Indio narrador       |

## Estreno
| País               | Fecha                   |
| ------------------ | ----------------------- |
| Italia             | 6 de septiembre de 1985 |
| Francia            | 1 de octubre de 1986    |
| Alemania del Oeste | mayo de 1987            |
| Dinamarca          | 8 de junio de 1987      |
| Hungría            | 8 de octubre de 1987    |
| Checoslovaquia     | 1 de junio de 1988      |
| Portugal           | 14 de octubre de 1989   |